# Lāţarān
Lāţarān (persiska: لاطران) är en ort i Iran.   Den ligger i provinsen Ardabil, i den nordvästra delen av landet, 400 km nordväst om huvudstaden Teheran. Lāţarān ligger 1 963 meter över havet och antalet invånare är 168.
Terrängen runt Lāţarān är kuperad åt sydost, men åt nordväst är den bergig.Runt Lāţarān är det ganska tätbefolkat, med 139 invånare per kvadratkilometer. Närmaste större samhälle är Nīr, 15,9 km söder om Lāţarān. Trakten runt Lāţarān består i huvudsak av gräsmarker.